# Robert Paterson
Robert Anthony Paterson (Buffalo, 29 aprile 1970) è un compositore, direttore d'orchestra e percussionista statunitense. Il suo catalogo comprende oltre 90 composizioni di musica classica contemporanea. È stato definito un "maestro dei giorni moderni" ed è principalmente noto per le sue opere orchestrali piene di colore, la grande produzione di musica da camera e la chiara scrittura vocale nelle sue opere, opere corali, lavori vocali da camera e cicli di canzoni.

## Biografia

### Primi anni
Paterson nacque nel West Side di Buffalo, stato di New York. È il figlio di Tony Paterson, uno scultore pluripremiato che è stato professore di scultura all'Università di Buffalo, ed Eleanor Paterson, una pittrice e direttrice di educazione bilingue all'Erie Community College, che conseguì dottorato in educazione bilingue all'università di Buffalo. Sebbene Paterson fosse circondato da scultori e pittori durante la crescita, suo padre amava la musica classica contemporanea e lo portò a concerti di musica nuova all'Università di Buffalo, dove ascoltò opere di Morton Feldman e John Cage, con entrambi i compositori presenti. Paterson "crebbe in una casa dove i suoi genitori - uno scultore e una pittrice - ascoltavano sempre la musica". Ha un fratello, David Paterson, che é anch'egli musicista e insegna nelle scuole pubbliche di New York.
Paterson iniziò a comporre da solo a 13 anni e studiò composizione per due anni privatamente con William Ortiz-Alvarado dal 1984 al 1986. Prese anche lezioni private di percussione all'età di 12 anni e frequentò l'Interlochen Center for the Arts per due estati, nel 1982 e nel 1983. Frequentò la Nichols School all'ottavo anno e al liceo presso la Buffalo Academy for Visual and Performing Arts, dove si esibì nel gruppo di fiati, nella jazz band e in vari cori e suonò anche nella squadra di tennis. Studiò inoltre percussioni con vari insegnanti nella zona di Buffalo, tra cui Lynn Harbold (ex percussionista principale della Buffalo Philharmonic Orchestra), Jack Brennan (ex assistente timpanista della Buffalo Buffalo Philharmonic Orchestra, timpanista con l'Orchestra Sinfonica di Indianapolis), David DePeters (attualmente percussionista e direttore esecutivo con la Iris Orchestra), Anthony Miranda e John Bacon, oltre al pianoforte con Claudia Hoca (pianista per l'Orchestra Filarmonica di Buffalo) e Edmund Gordanier. Mentre era uno studente delle superiori, Paterson frequentò anche il Boston University Tanglewood Institute per due estati dove studiò percussioni con membri della Boston Symphony Orchestra, tra cui Arthur Press, Charlie Smith e Tom Gauger e suonò anche nell'Orchestra BUTI con Eiji Oue e il direttore ospite Leonard Bernstein.

### Istruzione
Paterson conseguì una laurea in musica nel 1995 presso l'Eastman School of Music, dove studiò con Christopher Rouse, Joseph Schwantner, Samuel Adler, Warren Benson e David Liptak. Mentre era alla Eastman aveva una doppia specializzazione in composizione e percussioni e studiò percussioni con John Beck; si esibì inoltre nel gruppo Musica Nova della Eastman sotto Sydney Hodkinson ed diventò anche membro della Phi Mu Alpha Sinfonia. Nel 2001 conseguì un Master of Music presso la Jacobs School of Music dell'Università dell'Indiana a Bloomington, dove studiò composizione con Frederick A. Fox e Eugene O'Brien, esibendosi nell'IU Contemporary Ensemble con David Dzubay, e percussioni con Gerald Carlyss (ex timpanista della Philadelphia Orchestra) e Thomas Stubbs (Saint Louis Symphony). Nel 2004 conseguì un dottorato in Arti musicali alla Cornell University, dove studiò composizione con Steven Stucky e Roberto Sierra. Nel 1999 studiò con John Harbison e Bernard Rands all'Aspen Music Festival and School, come parte della Advanced Master Class e come destinatario della Second ASCAP Aspen Film Fellowship. Nel 2000 studiò privatamente con Aaron Jay Kernis all'Atlantic Center for the Arts.

### Carriera
Dopo aver lasciato la scuola di specializzazione, Paterson si trasferì a New York City e subito dopo iniziò a insegnare al Bronx Community College per un anno e poi al Sarah Lawrence College per quattro anni. Mentre insegnava Paterson iniziò a lavorare su una serie di lavori commissionatigli da gruppi come Quintet of The Americas, The California EAR Unit e Volti. Nel 2005 Paterson e sua moglie Victoria cofondarono l'American Modern Ensemble e l'American Modern Recordings, un'etichetta discografica indipendente distribuita da Naxos of America (una divisione della Naxos Records), specializzata nella musica classica contemporanea, con un accento sulla musica di compositori americani viventi.
La musica di Paterson è stata eseguita in tutti gli Stati Uniti, Europa, Asia, Africa e Australia e le sue opere sono state commissionate e/o interpretate da oltre cento gruppi, tra cui l'American Modern Ensemble, sia autoprodotti che presentati dalla ChamberMusicNY alla Merkin Concert Hall, dall'Orchestra di Louisville, Vermont Symphony Orchestra, Austin Symphony Orchestra, American Composers Orchestra, Orchestra sinfonica di Minneapolis, Quintet of the Americas, Chamber Choir of Europe, Musica Sacra (New York City) e il coro Volti di San Francisco. Altri gruppi che hanno eseguito le opere di Paterson sono il New York New Music Ensemble, Fireworks Ensemble, JACK Quartet, Del Sol Quartet, PubliQuartet, MAYA, Da Capo Chamber Players, California EAR Unit, Cygnus, Ensemble Aleph (Parigi), Ensemble Nouvelles Consonances (Belgio), Kairos String Quartet, Cayuga Chamber Orchestra, Russian Chamber Orchestra, MANCA Festival presentato dal Centre National de Creation Musicale (CIRM) e il nuovo festival musicale June in Buffalo.
Come direttore d'orchestra Paterson ha diretto l'American Modern Ensemble da quando è stato fondato nel 2005 ed ha anche diretto l'ensemble Society for New Music e Atlantic Music Festival Contemporary Ensemble. Come percussionista Paterson ha trascorso molti anni a sviluppare una tecnica a sei mazzuole basata sulla Burton grip. Ha sviluppato questa tecnica mentre studiava con John Beck all'Eastman School of Music, dove presentò il primo recital di marimba con sei mazzuole al mondo. Oltre a comporre le sue opere a sei mazzuole, è stato "fondamentale nell'avviamento di opere a sei mazzuole per marimba solista" e ha fino ad oggi scritto quattordici opere usando una tecnica a sei mazzuole (tecnica estesa), sviluppata da lui. La sua registrazione Six Mallet Marimba è il primo album di marimba a sei mazzuole mai pubblicato e contiene molte delle composizioni di marimba a sei mazzuole di Paterson. Paterson suona una marimba di cinque ottave realizzata da Doug DeMorrow.
Il lavoro di Paterson come compositore e percussionista appare nelle registrazioni di American Modern Recordings (AMR), Mode Records, Bridge Records, Centaur Records, Capstone Records e Riax.

### Insegnamento
Nel 2016, Paterson è stato direttore del programma di composizione all'Atlantic Music Festival e lì ha insegnato dal 2012 al 2017. Attualmente è direttore artistico del Mostly Modern Festival. Paterson ha insegnato alla Cornell University, al Sarah Lawrence College, all'Hobart and William Smith Colleges, al Bronx Community College, alla Walden School, al Point Counterpoint (New Music on The Point) e al Rocky Ridge Music Center, dove è stato anche compositore residente dal 2012-14 ed è stato compositore in visita nel 2015.

### Vita privata
Paterson è il figlio dello scultore americano Tony Paterson. Vive a Hell's Kitchen, New York City con sua moglie, Victoria Paterson, violinista e il loro figlio Dylan. È vegano e un cuoco esperto e ha paragonato l'inventare ricette alla composizione, ma con il cibo al posto delle note musicali.

## Stile musicale
La musica di Paterson è influenzata dalla natura (in particolare dagli elementi classici) e molte delle sue opere hanno temi ecologici, come "A New Eaarth" e "Embracing The Wind". Le sue opere sono ispirate anche al rock and roll (come "Ghost Theatre" che cita la parte per batteria di John Bonham di When the Levee Breaks dei Led Zeppelin e "Hell's Kitchen"), al jazz (l'ultimo movimento di "Symphony in Three Movements" e "Thursday"), alla world music ("The Book of Goddesses") ed alla musica indiana (il terzo movimento di "Sun Trio").
Paterson è anche influenzato dalla musica di altri compositori classici, tra cui compositori russi come Igor Stravinsky ("Sun Trio", secondo movimento), Dmitri Shostakovich e Alfred Schnittke e compositori francesi come Maurice Ravel, Erik Satie, Claude Debussy e Olivier Messiaen e compositori americani come Aaron Copland, Charles Ives, Steve Reich e molti dei suoi ex insegnanti. Ha detto: "... sono essenzialmente interessato a unificare tutti gli elementi musicali - e molti elementi non musicali (cioè "il rumore") - in un insieme coerente".
Stilisticamente, anche se molte delle opere di Paterson sono atonali, una vasta selezione di opere di Paterson sono tonali, combinando scale maggiori e minori e le tonalità con il cromatismo, le scale ottotoniche, le scale Blues, le filea dodecafoniche, le scale artificiali e le scale di culture non occidentali, come il suo uso della scala Pelog indonesiana nel suo lavoro "Quintus". Alcune delle sue opere traggono il loro materiale da schemi armonici cromaticamente saturi che combinano accordi, melodie e idee motiviche che completano la scala cromatica all'interno di determinate sezioni di opere. Formalmente, alcune delle opere di Paterson sono molto episodiche, come il suo "Sestetto" e "Hell's Kitchen", mentre altre sono più senza soluzione di continuità, come "Dark Mountains" per orchestra, "A Dream Within A Dream" per un coro a cappella o "Deep Blue Ocean" per due pianoforti.
La musica di Paterson è generalmente molto colorata e incorpora tecniche estese in molte delle sue opere, come "Scorpion Tales" per due arpe, "The Book of Goddesses" per flauto, arpa e percussioni, "Komodo" e "Piranha" per marimba solista e "Eating Variations" per baritono e gruppo da camera. Occasionalmente usa anche oggetti trovati, come nel suo lavoro "Hell's Kitchen" che richiede utensili da cucina, pentole e padelle e persino un lavello da cucina.
Molte delle sue opere usano anche suoni di campane e Paterson ha detto: "Sono affascinato dalla risonanza e dal modo in cui le note suonano, mi piacciono anche i suoni delle campane e chiedo spesso ai non percussionisti di suonare i gong delle tazze (ciotole del tempio o ciotole tibetane), piatti con le dita e altri strumenti a percussione a mano", come "The Thin Ice of Your Fragile Mind", che richiede a molti artisti di utilizzare piatti sfumati con le dita e piatti tibetani Tingshas, "Eating Variations" che richiede campane tibetane dal suono specifico e "A New Eaarth", che richiede che i non percussionisti (come uno dei suonatori di flauto) usino campanelli eolici appositamente accordati.
Molte delle opere di Paterson sono programmatiche, come "Electric Lines" per orchestra, "Crimson Earth" per banda sinfonica e "Sextet" per gruppo da camera. Tra i temi che hanno ispirato Paterson ci sono state icone famose come Thomas Edison (per la sua opera "Sonata for Bassoon and Piano") e Mike Piazza (nel suo ciclo di canzoni "Batter's Box", precedentemente intitolato "Stepping into the Batter's Box, He Hears His Father's Voice "), mentre altre opere sono ispirate a famosi dipinti ("Closet Full of Demons" per sinfonietta, ispirati a The Nightmare di Henry Fuseli, "Crimson Earth", ispirato a Trionfo della Morte di Pieter Bruegel il vecchio) e il terzo movimento del suo "Wind Quintet", ispirato a La persistenza della memoria di Salvador Dalí.
Alcune delle sue opere citano le opere di altri compositori, come la sua "Elegy for Two Fonons and Piano" e "Elegy for Two Cellos and Piano", la stessa opera con strumenti diversi, entrambi citano la musica di J.S. Bach. Il suo lavoro "Looney Tunes" cita Olivier Messiaen e Charlie Parker e la sua "Sonata for Bassoon and Piano" cita Sergei Rachmaninoff e Pacific 231 di Arthur Honegger. Nel secondo movimento di "Wind Quintet" di Paterson, "Suburban waltz-fantasy", sono citazioni da noti temi televisivi, tra cui The Jetsons, All in the Family, Green Acres, The Dick Van Dyke Show, The Brady Bunch e Leave It To Beaver.
Sebbene molte delle opere di Paterson siano serie o almeno musicalmente astratte nella loro natura, una selezione delle sue opere incorpora elementi umoristici, come il suo ciclo di canzoni vocali "Batter's Box" e "CAPTCHA", e le sue opere corali "The Essence of Gravity" e "Did You Hear". Riguardo all'umorismo nella sua musica, Paterson ha detto: "Di tutti gli aspetti della scrittura che sembrano incuriosire le persone riguardo al mio lavoro, il mio umorismo è probabilmente il più controverso: alcune persone lo amano, alcune no. Molti compositori ammettono che non gli importa di scrivere musica "divertente". Sembra come se pensassero che corrono il pericolo di essere considerati banali o non seri se abbracciano l'umorismo."
Paterson ha trascorso buona parte della sua carriera componendo lavori vocali. Sebbene abbia basato numerosi poemi sul lavoro di poeti come Wallace Stevens e Robert Creeley, ha anche creato una miriade di testi diversi, alternativi, come i messaggi fittizi di segreteria telefonica ("Thursday" per soprano e pianoforte), parole onomatopeiche ("The Essence of Gravity" per coro a cappella) e persino filastrocche ("Life is But a Dream" per coro a cappella). Uno di questi lavori, "CAPTCHA" per baritono e pianoforte, "... deriva i suoi testi dalle risposte in due parole ai puzzle reCAPTCHA. I testi sono una combinazione di parole, numeri e frammenti di parole e sciocchezze".
All'interno della sua produzione vocale, una delle sue opere primarie è il cambiamento climatico che ha ispirato "A New Eaarth" per orchestra, coro e narratore, commissionato dalla Vermont Youth Orchestra Association e ispirato da Eaarth di Bill McKibben che ha fatto la presentazione alla prima. Descritto dalla stampa come "un poema dai toni sorprendentemente colorati", "A New Eaarth" consiste in sezioni alternate di pura musica orchestrale, narrazione e sezioni per orchestra e coro (questi movimenti corali estratti esistono anche come opera per un coro e pianoforte intitolato "Suite from A New Eaarth"). Il lavoro affronta il cambiamento climatico ed è diviso in quattro sezioni principali, ciascuna sezione incentrata su uno dei quattro elementi classici e su come si relazionano a disastri ambientali come inondazioni, tornado, uragani e incendi boschivi, tutti pensati per essere esacerbati dai cambiamenti climatici. Il testo di questo lavoro consiste in un testo narrativo di Paterson basato su affermazioni e statistiche del libro di McKibben, nonché poesie di Wendell Berry, James Joyce, Percy Bysshe Shelly e William Wordsworth e citazioni e aforismi noti.

## Premi e riconoscimenti scelti
- (2014) Utah Arts Festival Composition Competition[4]
- (2013) The Companion, one-act opera from Three Way, selected from a national call for scores for Fort Worth Opera Frontiers program[26]
- (2012) League of American Orchestras/New Music USA Three-Year Residency with the Vermont Youth Orchestra Association (2009–12)[27]
- (2011) American Opera Projects Composers & The Voice program[28]
- (2011) Composer of The Year Award, Classical Recording Foundation, presented at Carnegie Hall by Christopher Rouse[29]
- (2011) Cincinnati Camerata Composition Competition[30]
- (2009) Yaddo Residency[31]
- (2006) Copland House Residency Award[32]
- (2005) Auros Group for New Music Eighth Annual Composition Competition[33]
- (2005) Louisiana Philharmonic Orchestra Composition Contest[33]
- (2005) American Composers Forum Jerome Composers Commissioning Program commission[34]
- (2005) Volti Choral Arts Laboratory recipient[35]
- (2004) Meet the Composer grant for working with the Minnesota Orchestra
- (2004) Orchestra sinfonica di Minneapolis Reading Session and Composer Institute with "Electric Lines"
- (2003) MacDowell Colony Residency
- (2003) American Composers Orchestra Underwood/Whitaker New Music Reading Sessions with "Electric Lines"
- (2001) Finger Lakes Chamber Ensemble New Music Competition[36]
- (2001) Tampa Bay Composers Forum First Prize for Excellence in Chamber Music Composition[33]
- (2000) ASCAP Foundation Morton Gould Young Composer Award[33]
- (1999) Society for New Music, Brian M. Israel Prize[37]
- (1998) ASCAP Foundation Morton Gould Young Composer Award[33]

## Discografia
- (2017) Three Way: A Trio of One-Act Operas (Nashville Opera, Libretto by David Cote); American Modern Recordings[38]
- (2017) Spheres: Music of Robert Paterson (Claremont Trio); American Modern Recordings[39]
- (2017) Perspectives (American Brass Quintet); Summit[40]
- (2016): Joy: Music for Violin and Piano (Linya Su, Blair McMillen);  American Modern Recordings, su americanmodernrecordings.com.
- (2015) Mavericks (American Modern Ensemble); American Modern Recordings[41]
- (2015) Eternal Reflections: Choral Music of Robert Paterson; American Modern Recordings
- (2015) Powerhouse Pianists II: Works for Two Pianos; American Modern Recordings
- (2014) Ars Nostra: Persona; Centaur Records
- (2014) Gillian Maitland: Plocanan; Gillian Maitland
- (2013) Robert Paterson: Winter Songs and other Vocal works; American Modern Recordings[42]
- (2013) Guerrilla New Music: Great Noise Ensemble; CD Baby
- (2012) Wood and Forest, Makoto Nakura, marimba; American Modern Recordings
- (2012) Six Mallet Marimba, American Modern Ensemble; American Modern Recordings
- (2012) Duo Scorpio: Scorpion Tales; American Modern Recordings[43]
- (2011) The Book of Goddesses: MAYA, Clockwise and American Modern Ensemble; American Modern Recordings
- (2010) Pimpin': Tongue and Groove: Jeremy Justeson, saxophone; American Modern Recordings
- (2010) Star Crossing: Music of Robert Paterson; American Modern Recordings[44][45]
- (2006) Jewish Roots – Music for Wind Quintet: Wind Quintet: Philharmonia Quintet, Kraców (Medialogic)
- (2003) Society of Composers, Inc: Cornucopia; Capstone Records
- (2000) Kesatuan: Figures in a Landscape; Centaur Records

## Lavori completi
Tutti i lavori sono pubblicati da Bill Holab Music.

### Opera
- Three Way (2014–16) (tre opere in un atto con libretti di David Cote. Comprende The Companion, Safe Word e Masquerade)[46][47]
- The Whole Truth (2015) (opera da camera in sette scene con libretto di Mark Campbell)[48][49]

### Orchestra/Orchestra da camera/Sinfonietta
- Whitman’s America (2015-16) (orchestra, coro, soprano e baritono solisti)[50]
- A New Eaarth (2012) (orchestra, coro e narratore)[51]
- Closet Full of Demons (2000–01)[52]
- Dark Mountains (2011)[53][54]
- Electric Lines (2002–03/04) per orchestra (Nel 2005 ha vinto il premio Concorso di Composizione Louisville Orchestra.)[55][56]
- Enlightened City (2005)[57]
- I See You (2015) (orchestra d'archi e flauto dolce)[58][59]
- Slightly Comic Overture (1995–96)[60]
- Suite for String Orchestra (2001)[61]
- Symphony in Three Movements (2002)[62]

### Banda sinfonica/gruppo di fiati
- Crimson Earth (1997–99/2004)[63]
- Firecracker Alley (2013–14)[64]

### Corale
- A Dream Within A Dream (2010)[65][66]
- Did You Hear? (2010, testo di David Cote)[67]
- Eternal Reflections (2010)[68]
- Four Walden Canons (1999)[69]
- Life is But a Dream (2010)[70]
- Snow Day (2014, testo di David Cote)[71]
- Suite from A New Eaarth (2012) (coro con piano)[72]
- The Essence of Gravity (2004–05)[73][74]

### Vocale da Camera
- The Bell (2018) per narrator e chamber ensemble[75]
- Spring Songs (2018) per tenore e piano[76]
- CAPTCHA (2018) per mezzo-soprano e piano
- Ouvir Estrellas (2017) per soprano e piano[77]
- Night Songs (2016-17) per basso-baritono e piano[78]
- Batter's Box (2005) per tenore e piano[79]
- CAPTCHA (2013) per baritono e piano[80][81]
- Crossing The Hudson (2016) per soprano, baritono e piano[82]
- Eating Variations (2006) per baritono, flauto, clarinetto, violino, violoncello e percussioni[83]
- Ghost Theater (2013) per due cantanti donne, grande complesso da camera e film opzionale[84]
- In Real Life (2015–16) sito di incontri di canzoni per soprano e piano. Testi di David Cote[85][86]
- Summer Songs (2016) per soprano e sestetto[87]
- Summer Songs (2016) per soprano e piano[88]
- The Biographies of Solitude (1990) per soprano, viola e violoncello[89]
- Thursday (1999) per soprano e piano[90]
- Winter Songs (2000/2007–08) per basso-baritono e sestetto[91]

### Misto da camera
- Eating Variations (2006) per baritono, flauto, clarinetto, violino, violoncello e percussioni[83]
- Embracing the Wind (1999) per flauto, viola e arpa[92][93]
- Freya’s Tears (2010–11) per violin e arpa[94]
- Hell's Kitchen (2014) per flauto, clarinetto, violino, violoncello, percussioni, piano[95]
- Looney Tunes (2006–07) per flauto, sassofono, violino, violoncello, chitarra elettrica, basso elettrico, percussioni e piano[96]
- Pegasus (2013) per flauto e arpa[97]
- Quintus (1996) per clarinetto, violino, violoncello, marimba e piano[98] (Awarded the Society of New Music's Brian Israel Prize in 1999.)
- Scorpion Tales (2012) per due arpe[99]
- Sextet (1999) per flauto, clarinetto, violino, violoncello, percussioni e piano[100] (Awarded the ASCAP Morton Gould Young Composer's Award in 2000.)
- Skylights (2000) per clarinetto, violino, violoncello e piano[101]
- Shard (2013) per flauto, clarinetto, violino, violoncello, percussioni e piano (in-progress)[102]
- Star Crossing (1999) per flauto, clarinetto, percussioni e piano[103] (Awarded the Tampa Bay Composers Forum First Prize for per Excellence in Chamber Music Composition in 2001.)
- Sun Trio (1995), per violino, violoncello e piano (II movimento da Sun Trio)[104] (Awarded the Finger Lakes Chamber Ensemble New Music Competition award in 2001.)
- The Book of Goddesses (2010), per flauto, arpa e percussioni[105] (Awarded the Classical Recording Foundation "Composer of The Year" award in 2011.)
- The Thin Ice of Your Fragile Mind (2004) per flauto, clarinetto, violino, violoncello, percussioni e piano[106]
- Up North (1994)  per clarinetto, violino, violoncello, percussioni e piano[107]
- Winter Songs (2000/2007–08) per bass-baritone e sextet[108]

### Legni
- Elegy (2006–07) per due fagotti e piano[109]
- Sonata for Bassoon and Piano (2001)[110]
- Wind Quintet (2000/2003–04)[111]

### Ottoni
- Expressions (1989) per tromba e piano[112]
- Fanfare (1997) per sestetto di trombe[113]
- Fantasia (1997) per tuba e marimba[114]
- Overture per Brass Quintet (1990)[115]
- Shine per Brass Quintet (2015)[116][117]

### Archi
- Elegy (2006–07/2008) per due violoncelli e piano (trascrizione del lavoro per due fagotti e pianoforte)[118]
- I See You (2015) per quartetto d'archi e flauto dolce[119]
- Sonata No. 1 for Violin and Piano (2003), (assegnato all'Auros Group for New Music il premio Eight Annual Competition nel 2005)[120]
- String Quartet No. 1 (1996–97), vinse il premio ASCAP Morton Gould Young Composers nel 1998[121]

### Percussioni
- Binary Hearts (2016) per marimba sola (quattro mazzuole)[122]
- Christmas Time (1990) per tastiera e gruppo di percussioni (Medley di Natale)[123]
- Excerptia Overture (1991) per tastiera gruppo di percussioni (estratto di un misto di percussioni)[124]
- Helter Skelter (1984) per quartetto di percussioni[125]
- Humanus Ex Machina (1989) per gruppo di percussioni[126]
- Komodo (2004) per marimba sola (usa sei mazzuole)[127]
- Mandala (2012) per due marimbe[128]
- Merry Go Round (1988–90) per marimba sola (usa sei mazzuole)[129]
- Piranha (2007) per marimba sola (usa sei mazzuole)[130]
- Postludes Nos. 1-3 (1990–93) per marimba sola (usa sei mazzuole)[131]
- Prison Cell (1989/2008) per due percussionisti[132]
- Sabulum Reptilia (1985) per gruppo di percussioni[133]
- Stealing Thunder (1999–2000) per gruppo di percussioni e flauto dolce[134]
- That's Amore (1992) per tastiera e gruppo di percussioni (arrangiamento della canzone di Dean Martin That's Amore)[135]
- Voices (1988) per 12 battacchi[136]

### Marimba con uno strumento
- Braids (1998/2000) per violino e marimba (usa sei mazzuole)[137]
- Clarinatrix (2011) per basso clarinetto e marimba (usa sei mazzuole)[137]
- Duo for Flute and Marimba (1998–99) (usa quattro, cinque e sei mazzuole)[137]
- Fantasia for Tuba & Marimba (1992) (usa sei mazzuole)[137]
- Links & Chains (1996/2000) per violino e marimba (usa sei mazzuole)[137]
- Stillness (2011) per oboe e marimba (usa sei mazzuole)[137]
- Tongue and Groove (2008–09) per sassofono contralto e marimba (usa sei mazzuole)[137]
- Tongue and Groove (2009) per sassofono contralto e marimba (usa quattro mazzuole)[137]

### Pianoforte/Tastiere
- Deep Blue Ocean (2010) per due pianoforti[138]
- Joy Ride (2011) per pianoforte solo[139]
- Meditation (1997) per organo solo[140]
- Variations & Fantasies on an Accordion Song (1995) per pianoforte solo[141]

### Cinema
- Journey Into Courage Film Score/Suite (1994–95)[142] (la sezione delle percussioni usa sei mazze)[143]